# دفاکتو
دفاکتو (به لاتین: de facto) یا بالفعل اصطلاحی است به زبان لاتین که مترادف در واقع یا در عمل در زبان فارسی است.
در ادبیات بین‌المللی و در سازمان ملل متحد از این لغت به‌طور رسمی استفاده می‌شود. در اصطلاح حقوقی، معادل غیررسمی و آنچه عملاً هست به کار می‌رود.
در مقابل، اصطلاح دوژور (به فرانسوی: de jure) یا قانونی قرار دارد، که ازنظر لغوی در علم نظری و در عالم فرض است، معادل رسمی و مشروع به‌کار می‌رود.

## شناسایی دفاکتو
درصورت تغییر رژیم یک کشور یا تغییر یک حکومت از طرق غیرعادی، مانند کودتا، اعلام شناسایی مجدد آن کشور یا به‌رسمیت‌شناختن نظام جدید از طرف کشورهای دیگر ضروری است.
شناسایی یک کشور ممکن است به‌صورت «دفاکتو» یا «دوژور» باشد. شناسایی دفاکتو به‌معنی شناسایی موقتی و به‌منظور برقراری مناسبات سیاسی در سطح پایین است و در این نوع رابطه، دو کشور نمی‌توانند سفیر مبادله کرده یا قراردادهای دوجانبه امضا کنند؛ ولی شناسایی «دوژور» به‌معنی برقراری مناسبات کامل دیپلماتیک است.

## دفاکتو و روابط انسانی
در برخی کشورها، مانند استرالیا، چنانچه زن و مرد بالغی مدت نسبتاً طولانی با هم زندگی کنند ــ حتی چنانچه بدون ازدواج این کار را کرده باشند ــ نسبت به هم دارای حق و حقوقی می‌شوند. به‌طور مثال چنانچه یکی از طرفین ویزای سفر به کشوری را بگیرد، شریک زندگی او نیز به‌واسطهٔ وی می‌تواند از همان ویزا استفاده کند.

## زبان رسمی دفاکتو
در تعدادی از کشورها همچون بریتانیا، ایالات متحدهٔ آمریکا، ژاپن و آرژانتین، استرالیا زبان رسمی در قوانین کشور تعریف نشده‌است؛ اما در عمل، یک زبان نقش زبان رسمی را ایفا می‌کند که از آن به زبان رسمیِ دفاکتو تعبیر می‌شود.